# Louise Dabadie
Louise Dabadie, née Zulmée Leroux à Boulogne-sur-Mer le 15 octobre 1795, morte à Paris (2e arrondissement) le 21 novembre 1877, également connue sous le nom de Louise-Zulmé Dabadie, est une cantatrice (soprano et mezzo-soprano) française qui se produit à l'Opéra de Paris. 

## Biographie
Louise Dabadie est née Zulmée Leroux à Boulogne-sur-Mer, de Benoît Leroux, musicien, et de Louise Pallasalle, son épouse. Elle y commence ses études de musique. Selon les mémoires de Louis Gentil, son père est un officier de l'armée décédé en 1812 lors de la retraite de Moscou, après quoi sa mère s'installe à Paris avec leurs enfants. Elle poursuit ses études de musique au Conservatoire de Paris sous la direction de Charles-Henri Plantade et Arnold Adrien. Elle obtient le premier prix de chant et de déclamation en 1819. Elle reçoit également le deuxième prix de piano en 1823. 
Initialement, elle hésite à devenir cantatrice et préfère enseigner le piano et le chant avant de faire ses débuts sur scène à l'Opéra de Paris le 31 janvier 1821 comme Antigone dans l' Œdipe à Colone de Sacchini. En mars de la même année, elle se voit offrir un poste de remplaçante à l'Opéra, chantant les rôles des primadones Caroline Branchu et Caroline Grassari (en) lorsqu'elles ne sont pas disponibles. À la retraite de Branchu, Dabadie est promue "premier sujet". En juin 1825, elle chante le rôle de L'Esprit de la France dans Pharamond de Boieldieu. L'opéra est un échec lors de la première représentation à laquelle assistait le roi Charles X, récemment couronné, et seul le tableau final avec Dabadie est salué. Elle y apparaît sur un nuage vêtue d'une cuirasse et d'un casque d'or et portant une bannière ornée de la fleur de lis. Elle fait ensuite un geste vers le rideau du fond qui se sépare pour révéler une ligne d'illustres rois de France qui se termine par l'Arc de Triomphe et le palais des Tuileries dans l'horizon lointain,,.  
Son premier grand succès dans un rôle majeur a lieu en août 1825 dans le rôle de Julia dans La vestale de Spontini.    

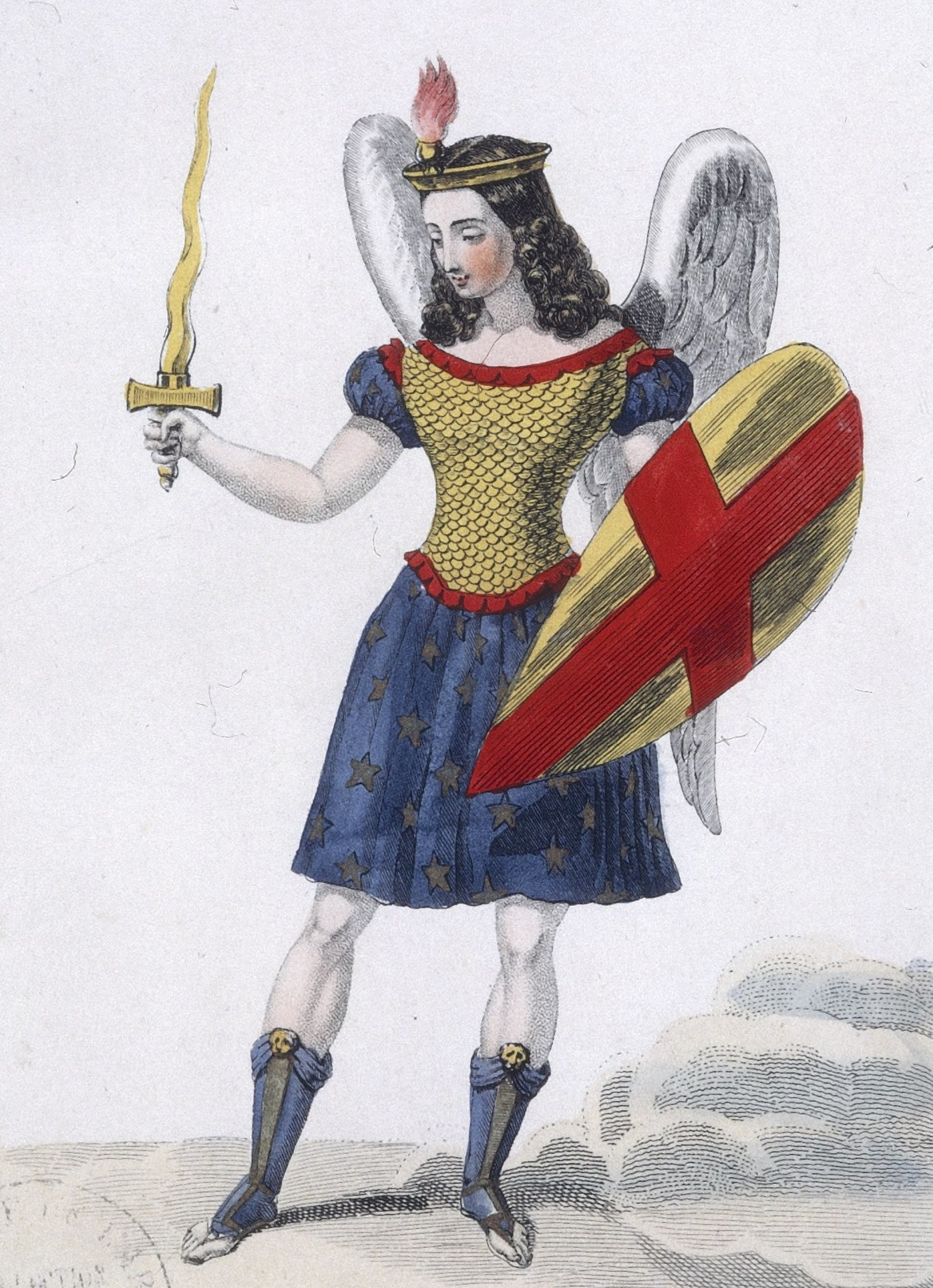
Louise Dabadie comme l'ange Mizaël dans La tentation de Coralli, 1832.

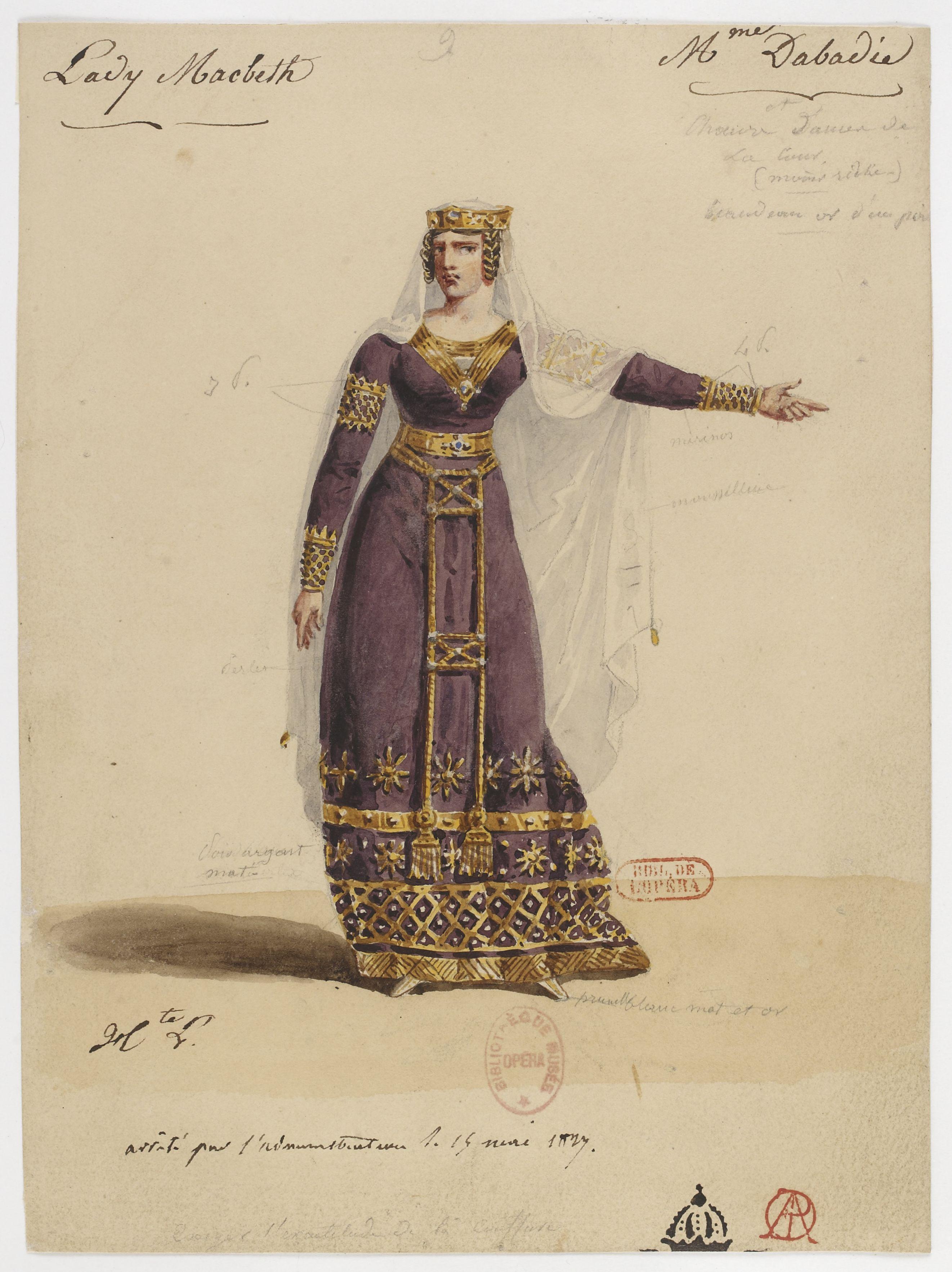
Louise Dabadie dans le rôle de Lady Macbeth dans l'opéra Macbeth de Chélard (1827).

Louise Dabadie apparaît ensuite les rôles de Sinaïde dans Moïse en Égypte (1827) de Rossini, Lady Macbeth dans Macbeth (1827) de Chélard, Jemmy dans Guillaume Tell (1829) de Rossini, Mizaël dans La tentation (1832) et Arvedson dans Gustave III (1833). Ses autres rôles principaux à l'Opéra incluent Eurydice dans Orphée et Eurydice, Iphigénie dans Iphigénie en Tauride, Pamyra dans Le siège de Corinthe, Adèle dans Le comte Ory, Amazily dans Fernand Cortez et Églantine dans la première représentation française d'Euryanthe de von Weber.  
La voix de Louise Dabadie est belle et est bien entraînée, mais Laure Cinti-Damoreau éclipse quelque peu sa renommée lorsqu'elle rejoignit l'Opéra de Paris en 1826. Plusieurs des rôles principaux des premières représentations de l'Opéra sont alors donnés à Cinti-Damoreau. Louise Dabadie se retrouve soit dans des rôles secondaires (comme Sinaï dans Moïse en Égypte et Jemmy dans Guillaume Tell) soit en chantant les rôles de Cinti-Damoreau dans des spectacles de commémoration (comme Le siège de Corinthe et Le comte Ory ). En parallèle, les deux jeunes sœurs de Dabadie se produisent également à l'Opéra de Paris: la soprano Clara Lavry ( née Leroux) et la ballerine Pauline Leroux,,.    
De 1821 à 1830, Louise Dabadie est également « première chanteuse » de la Chapelle royale de Louis XVIII puis de Charles X. Elle est intéressée par le duc de La Châtre en 1821 après avoir entendu sa performance à la cathédrale Notre-Dame dans un Te Deum marquant le baptême du comte de Chambord.  
En plus de ses apparitions à l'Opéra et à la Chapelle royale, Louise Dabadie chante régulièrement dans les concerts de la Société des Concerts du Conservatoire et interprète à deux reprises des cantates lors de la phase finale du concours de composition du Prix de Rome ,. En 1827, elle chante la version de Jean-Baptiste Guiraud de La Mort d'Orphée et reçoit le premier prix. Berlioz l'engage pour chanter sa version d'Hermine pour le concours du Prix de Rome de 1828 et obtient le deuxième prix. Il l'engage à nouveau en 1829 pour La mort de Cléopâtre . Elle chante pour l'audition de qualification, mais une répétition de dernière minute pour la première de Guillaume Tell l'empêche de chanter pour l'audition finale. Elle envoie sa sœur Clara, encore étudiante au Conservatoire de Paris, à sa place. Celle-ci est submergée par la difficulté de la partition et Berlioz ne remporte ni le premier ni le deuxième prix,.   
Louise Dabadie prend sa retraite de cantatrice en 1835. Écrivant en 1861, François-Joseph Fétis attribue sa retraite relativement anticipée à 31 ans à une grave détérioration de sa voix et prétend que ce déclin vocal précoce est dû au système de formation «déplorable» du Conservatoire de Paris au cours des années d'études. Ce point de vue est fortement contestée par Jacques-Léopold Heugel dans sa nécrologie de Dabadie publiée dans Le Ménestrel. Selon Heugel, sa capacité vocale n'était pas diminuée au moment de sa retraite. Il a écrit que Louise Dabadie avait été formée et excellait dans les œuvres des premiers compositeurs classiques tels que Gluck, Sacchini et Spontini et ne voyait aucun avenir pour elle-même dans le nouveau répertoire qui était en vogue à l'Opéra.  
Le 6 novembre 1821, elle épouse le baryton Henri-Bernard Dabadie, et ils paraissent souvent ensemble comme dans Guillaume Tell et Moïse en Égypte. Après leur retraite de la scène, ils enseignent le chant à Paris. Le couple a plusieurs enfants, dont un fils Victor (1823–1853) et une fille Claire (née en 1837) qui est également musicienne avant son mariage avec l'architecte Edmond Guillaume. Son mari meurt en 1853. Louise Dabadie meurt chez elle à Paris en 1877 à l'âge de 82 ans. Ses funérailles  ont lieu à l'église de la Madeleine et  elle est enterrée à côté de son mari au cimetière de Montmartre,,,.